# La bretona (María Blanchard, 1928-1930)
La Bretonne (La bretona) es un cuadro de la pintora española María Blanchard realizado entre 1928 y 1930 que está ubicado en el Museo Nacional Centro de Arte Reina Sofía de Madrid.

## Obra
La obra es un pastel sobre papel pegado a un cartón sobre lienzo que cuenta con unas dimensiones de 100 por 73 centímetros. Esta pintura fue ejecutada en una etapa, tras la muerte de su amigo y confidente Juan Gris, en la que Blanchard vuelve a pasar penurias económicas como en los inicios de su carrera. En el rostro de la mujer retratada se refleja el dolor de la autora, que se halla cada vez más sola y aislada, además de enferma de tuberculosis. La pintura se encuentra inacabada y contrasta, por su desconsuelo y dolorosa sutileza, con la fuerza y brío representados en la obra homónima de la autora de 1910, Bretona.
La bretona se encuentra dentro de la colección de obras figurativas de Blanchard del Museo Reino Sofía, entre las cuales también se hallan otras como La comulgante, Joven Peinándose o La Bordadora.